# Partido Wikileaks
The Wikileaks Party (Partido Wikileaks) fue un partido político creado en Australia.  El partido fue creado en parte para apoyar la candidatura fallida de Julian Assange para conseguir un escaño en el Senado en Australia en las elecciones de 2013, donde ganaron el 0,66% del voto nacional. El consejo nacional del partido WikiLeaks estaba formado por Assange, Matt Watt, Gail Malone, el padre biológico de Assange, John Shipton, Omar Todd y Gerry Georgatos.

## Formación
La decisión de Assange de postularse para el Senado australiano se anunció a través de la cuenta de Twitter de WikiLeaks en marzo de 2012. Assange anunció la intención de formar un Partido WikiLeaks a fines de 2012 y Assange declaró que el partido debía ser un vehículo para su candidatura para un escaño en el Senado australiano en las elecciones de 2013.
El 23 de marzo de 2013, el Partido WikiLeaks presentó sus registros a la Comisión Electoral Australiana. El partido tenía más de 1.300 miembros que pagaban. La solicitud fue aceptada y el partido se registró como partido político el 2 de julio de 2013.
El partido estuvo involucrado en la Alianza del Partido Menor de Glenn Druery alrededor de las elecciones federales de 2013, pero se fue después de decidir no preferir según el consejo de Druery.

### Julian Assange
Assange es originario de Australia. Desde julio de 2012 hasta su eventual desalojo y arresto en abril de 2019, Assange vivió en la Embajada de Ecuador, Londres, donde Ecuador le concedió asilo político en un intento de evitar el arresto por parte de las autoridades del Reino Unido. Assange no pudo salir de la Embajada sin ser arrestado por las Fuerzas Policiales del Reino Unido por una orden de extradición impuesta a él para viajar a Suecia para responder a las denuncias de violación y abuso sexual de dos mujeres suecas. Assange luchó contra la orden de extradición en el sistema judicial del Reino Unido desde diciembre de 2010, pero posteriormente tanto el Tribunal Superior de Justicia del Reino Unido como el Tribunal Supremo del Reino Unido dictaminaron que la orden de extradición se había hecho legalmente y rechazaron debidamente la solicitud de Assange de apelar contra la orden de extradición.

### Elecciones 2013
El partido presentó candidatos para el Senado australiano en los estados de Nueva Gales del Sur, Victoria y Australia Occidental. Dos expertos en encuestas calificaron las posibilidades electorales del Partido WikiLeaks como altamente improbables.
Christine Milne, líder de los Verdes australianos, era positiva sobre el surgimiento del Partido WikiLeaks como parte de un alejamiento del sistema bipartidista de Australia. Sin embargo, los Verdes dijeron que no tenían intención de hacerse a un lado para Assange en las elecciones al Senado de Victoria. Del mismo modo, el Partido Socialista por la Igualdad reafirmó su intención de defender a Assange contra la persecución, pero se negó a respaldar al Partido WikiLeaks, afirmando que esta posición representa los "intereses de la clase trabajadora".
La profesora Anne Twomey, experta en derecho constitucional australiano de la Universidad de Sídney, sugirió que si Assange fuera elegido, esto podría considerarse inválido en caso de un desafío legal si un tribunal dictaminara que su relación con Ecuador viola la prohibición contra las elecciones. de personas "bajo cualquier [reconocimiento] de lealtad, obediencia o adhesión a una potencia extranjera".
La campaña del partido quedó en crisis solo unas semanas antes de las elecciones, cuando los miembros se opusieron enérgicamente a las preferencias de voto del partido (ver voto único transferible). En Nueva Gales del Sur, un grupo fascista se colocó por encima de los Verdes, mientras que en Australia Occidental el Partido Nacional se colocó por encima del senador de los Verdes Scott Ludlam, un firme defensor de WikiLeaks y Assange. El Partido WikiLeaks culpó a un "error administrativo" no especificado y anunció que se realizaría una revisión independiente después de las elecciones. Cuando los miembros del Consejo Nacional se quejaron, el CEO John Shipton intentó subvertirlos y crear una nueva base de poder. Leslie Cannold, compañera de fórmula de Assange en Victoria, renunció junto con muchos voluntarios y miembros del Consejo Nacional.
El partido publicó una breve reseña no concluyente por un miembro del partido cinco meses después. El exmiembro Gary Lord respondió con un informe exhaustivo de 20 páginas que examina completamente los fracasos del partido.
Assange falló en su apuesta por un escaño en el Senado. Es difícil separar su voto personal bajo el sistema de voto único transferible. El partido recibió 33,683 votos en Victoria de electores que votaron el boleto de WikiLeaks con Assange a la cabeza y Assange recibió 8,016 votos de primera preferencia adicionales de electores que numeraron a los candidatos individualmente. El partido en su conjunto recibió 1.24% (el 7.º voto primario más alto en Victoria) y alcanzó la 26.ª ronda de votación antes de ser eliminado sin la oportunidad de recibir flujos preferenciales. El partido recibió 88,100 votos o 0.66% a nivel nacional, pero solo escapó en tres estados. Gerry Georgatos estuvo más cerca de ganar un escaño en el Senado para el Partido WikiLeaks, llegando a la ronda 19 con solo siete rondas antes de ser eliminado, también antes de cualquier oportunidad de recibir flujos preferenciales. Le faltaron unos 3.000 votos primarios antes de ser elegido, pero dado que el partido recibió solo 9.767 votos primarios en Australia Occidental, esta fue una gran brecha.
Los candidatos del partido WikiLeaks para las elecciones de 2013 fueron los siguientes:
Victoria
- Julian Assange, Fundador y editor de WikiLeaks
- Leslie Cannold, quien renunció el 21 de agosto de 2013; universitaria académica y  dio soporte para legalizar el aborto[29]
- Binoy Kampmark, Profesor de derecho y escritor[30]

New South Wales
- Kellie Tranter, Abogada y activista de derechos humanos[31][32]
- Alison Broinowski, Ex diplomática y académica australiana

Western Australia
- Gerry Georgatos, un excandidato de los Verdes que renunció a los Verdes en noviembre de 2009 después de una disputa con algunos de los Verdes de WA; investigador universitario, periodista y defensor de los derechos humanos[33][34][35][36]
- Suresh Rajan, expresidente del Consejo de Comunidades Étnicas WA y presidente de Epilepsia WA[37]

### Plataforma de partido
El partido WikiLeaks se suscribe a una ideología libertaria. Las políticas específicas para las elecciones de 2013 incluyeron la introducción de una ley nacional de protección para proteger el derecho de un periodista a no revelar una fuente  y "promover información y protección gratuitas para los denunciantes".
El CEO John Shipton declaró que el partido "representa lo que Julian defiende: transparencia y responsabilidad en el gobierno y, por supuesto, los derechos humanos". Assange mismo dijo que el Partido WikiLeaks combinaría "un liderazgo pequeño y centralizado con la máxima participación de base" y que el partido avanzaría los objetivos de WikiLeaks de promover la apertura en el gobierno y la política y que combatiría las intrusiones en la privacidad individual. La Voz de Rusia declaró que Shipton en una entrevista "elogió las habilidades diplomáticas rusas y al presidente ruso Vladimir Putin y al ministro de Relaciones Exteriores Sergey Lavrov. Shipton y el Partido WikiLeaks creen que el presidente y el ministerio de Relaciones Exteriores de Rusia son fuerzas para la paz"..
Se ha informado que Assange dijo que imagina que el Partido WikiLeaks está unido por un compromiso inquebrantable con los principios centrales del coraje cívico nutridos por la comprensión y la veracidad y el libre flujo de información y uno que practicará en política lo que WikiLeaks ha hecho en el campo de información. La Constitución del Partido WikiLeaks enumera objetivos, incluida la protección de los derechos humanos y las libertades; transparencia de la acción, política e información gubernamental y corporativa; reconocimiento de la necesidad de igualdad entre generaciones; y apoyo a la autodeterminación de los aborígenes y los isleños del estrecho de Torres. El Partido WikiLeaks ha criticado la relación del Grupo Telstra con el FBI y el Departamento de Justicia de los Estados Unidos.

### Visita a Siria
En diciembre de 2013, una delegación del partido, incluido su presidente John Shipton, visitó Siria y se reunió con el presidente Bashar al-Assad con el objetivo de demostrar "solidaridad con el pueblo sirio y su nación" y mejorar la comprensión del partido de la sociedad civil del país. guerra. En una declaración emitida poco antes de la visita, el Partido WikiLeaks declaró que se oponía a la intervención externa en la guerra, apoyó un proceso de paz negociado y describió los informes del ataque químico Ghouta por parte de fuerzas leales a al-Assad en agosto de 2013 como "sin fundamento". y comparable a las preocupaciones que surgieron sobre el programa de armas de destrucción masiva iraquí antes de la guerra de Irak. A la reunión con el presidente al-Assad asistieron los miembros del Consejo Nacional John Shipton, Gail Malone y el exmiembro del Consejo Nacional Jamal Daoud.
La reunión con Assad fue criticada por el primer ministro australiano, el ministro de Relaciones Exteriores y muchos partidarios de WikiLeaks. Shipton declaró que la reunión con al-Assad era "solo cuestión de buenos modales" y que la delegación también se había reunido con miembros de la oposición siria. Sin embargo, estas reuniones con la oposición no han sido verificadas. Exmiembro del Consejo Nacional y defensor de los chiitas en Sídney, Jamal Daoud (dimitió de los Verdes por las diferencias), que acompañó a Shipton en el viaje, expresó su apoyo a Assad en Twitter y en su blog.

### Elecciones 2014
El Partido WikiLeaks impugnó la repetición del 5 de abril de la elección descalificada del Senado 2013 (componente de Australia Occidental). El candidato principal del Senado del año anterior, Gerry Georgatos, recomendó al Consejo Nacional que renunciara a Assange para tomar la posición principal del Senado para Australia Occidental y, con suerte, ser elegido. En febrero, el Consejo Nacional se enteró de que Assange no sería elegible para el concurso. Georgatos rechazó continuar como candidato respaldado y solicitó que se encuestara a los miembros sobre su candidato preferido. Más de 500 miembros de WikiLeaks completaron la encuesta y Georgatos fue respaldado como el candidato principal con el productor de televisión del oeste Tibor Meszaros en el número 2 y la periodista Lucy Nicol en el número 3. Una hora antes del cierre de las nominaciones, Georgatos se retiró por "razones personales imprevistas" y, en consecuencia, Tibor Meszaros fue elevado a candidato principal. El 14 de abril, el sorteo de la AEC para la votación de 33 partidos (77 candidatos) atrajo primero al Partido WikiLeaks.

### Desregistro
El Partido WikiLeaks fue dado de baja por la Comisión Electoral Australiana el 23 de julio de 2015 bajo la s.137 (4) de la Ley Electoral, por la falta de respuesta del partido a una notificación bajo la s.137(1).